# Конгресс национального освобождения Нгване
Конгресс национального освобождения Нгване (Национально-освободительный конгресс Нгване; англ. Ngwane National Liberatory Congress, NNLC) — политическая партия левого продемократического толка в Эсватини. Основана 12 апреля 1963 года как возглавляемый доктором Амброзом Зване откол от Прогрессивной партии Свазиленда (ППС) во главе с доктором Дж. Дж. Нкуку.

## История
Партия была основана 24 февраля 1963 года на основе самой радикальной из трёх фракций ППС Амброузом Пхешейей Зване с единомышленниками, включавшими принца Думису. Она поддерживала обретение полной независимости, политические реформы и классовую борьбу за установление минимальной заработной платы. 
Движение поддерживало тесные связи с панафриканским движением и возглавлявшимися его представителями странами, включая Кваме Нкруму в Гане и Джулиуса Ньерере в Танзании. Оно направляло своих членов на политическую подготовку в Идеологический институт Кваме Нкрумы в Гане.
В начале 1960-х годов Колониальные власти отправляли на подавление протестных акций партии «Золотых горцев» британской армии. Столкновения интересов на съезде партии накануне государственных выборов 1967 года привели многих её членов на сторону других политических партий.
Накануне первых в независимом Свазиленде парламентских выборов в 1972 году от КНОН откололась новая партия, так как председатель отказался принять своей заместительницей кандидата-женщину. Партия получила три из 24 мест и стала ведущей (и единственной) оппозиционной силой в парламенте, в котором доминировало Национальное движение Имбокодво. Однако один из избранных депутатов Бхекиндлела Т. Нгвения был депортирован правящей элитой по обвинению в том, что он не является свазилендским подданным и, следовательно, не может быть парламентарием. Это было сделано при полном игнорировании судов страны, которые вынесли решение в его пользу.
Однако правящая верхушка не собиралась терпеть КНОН как оппозицию и поэтому запретила её, когда в 1973 году король Собуза совершил автократический переворот, изменил конституцию, разогнал парламент и установил абсолютную монархию. Зване и остальное руководство партии были арестованы на 60 суток без суда. В середине 1977 года под стражу на 60 дней был заключён бывший генеральный секретарь партии Клеменс Думсия Дламини, который затем непрерывно содержался под стражей более девяти месяцев. Большинство членов партии, которым удалось бежать, отправились в дружественные ей Танзанию и недавно деколонизированный Мозамбик. Правящий класс Свазиленда добился возвращения главы партии Амброуза Зване из танзанийского изгнания в 1979 году после объявления частичной амнистии. В 1997 году партия реорганизовалась посредством временного комитета во главе с Джимми Хлопхе.
После смерти председателя партии доктора Амброза Зване 28 марта 1998 года были проведены похороны при участии короля Мсвати III, продемонстрировав общественную поддержку КНОН. В конце ноября 1998 года состоялся съезд партии, на котором её возглавил бывший премьер-министр страны Обед Мфаньяна Дламини. Партия бойкотировала выборы 1999 года, выступив против дискриминационной избирательной системы, однако некоторые её члены приняли участие в выборах как независимые. Эти члены были исключены после дисциплинарного слушания. Однако в 2003 году партия не принимала позиционной резолюции по выборам, что открывало возможности участия для отдельных членов партии. Председатель партии принял участие в выборах и получил место в парламенте от инкхундлы Нхламбени. КНОН сотрудничал с Демократическим альянсом Свазиленда и Национальной конституционной ассамблеей.